# Ride on the Rhythm
Ride on the Rhythm è un brano di house-dance, realizzato dal gruppo dei Blackwood nel 1996, che ebbe un notevole successo fra il dicembre 1996 e i primi mesi del 1997, riuscendo ad arrivare fino alla seconda posizione dei singoli più venduti in Italia, e risultando alla fine dell'anno l'ottavo disco più venduto in assoluto.

## Formazione
- Toni Verde - produzione
- Taborah Adams - voce

## Tracce
12" Vynil
A1 Ride On The Rhythm (Radio version)
A2 Ride On The Rhythm (Club Version)
B1 Ride On The Rhythm (Remix by Stefano Noferini)
B2 Ride On The Rhythm (Remix by Marascia)
CD Maxi
1. Ride On The Rhythm (Radio Version)
2. Ride On The Rhythm (Club Version)
3. Ride On The Rhythm (Remix By Stefano Noferini)
4. Ride On The Rhythm (Remix By Marascia)

## Classifica italiana
| Posizione | 12 | 9 | 7 | 4 | 4 | 2 | 2 | 2 | 2 | 2 | 4 | 6 | 12 | 14 | 16 |